# Gaspar Hedio

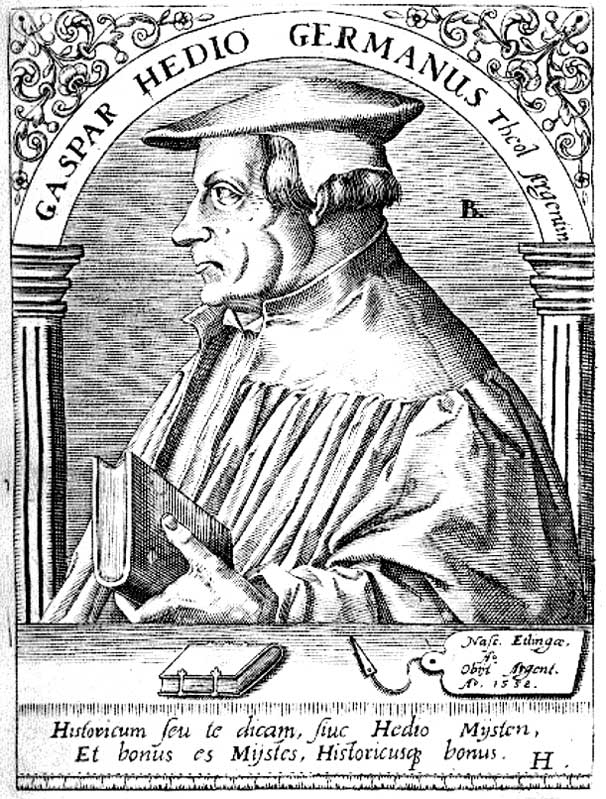
Gaspar Hedio, incisione del XVI secolo

Gaspar o Caspar Hedio (Ettlingen, 1494 – Strasburgo, 17 ottobre 1552) è stato uno storico e teologo tedesco, predicatore evangelico, uno tra i protagonisti della Riforma protestante.

## Biografia
Gaspar Hedio, (anche Caspar Hedio, Kaspar Hedio, Kaspar Heyd, Kaspar Bock, Kaspar Böckel) è stato uno storico e Riformatore Protestante, nato a Ettlingen (Baden) e vissuto a Strasburgo.
Subì l'influsso di Erasmo da Rotterdam e di Volfango Capitone; a Strasburgo divenne, con Capitone e Martin Bucer, uno dei leader della Riforma. Era di tendenze moderate benché fosse contrario alla dottrina luterana della "presenza reale" e aderisse alla dottrina di Ulrico Zwingli. Si dedicò soprattutto all'organizzazione scolastica.

## Vita
Figlio di genitori benestanti, ha frequentato la famosa scuola latina a Pforzheim, dove più tardi uomini illustri della Riforma sono stati suoi compagni di classe. Egli iniziò i suoi studi a Friburgo in Brisgovia, dove divenne Magister presso il Rettorato di Matthäus Zell nel 1513. Egli si rivolge allo studio della teologia e nel 1518 va a Basilea, dove si laurea in teologia con una disputazione sugli attributi di Dio e la predestinazione ottenendo il dottorato sotto Volfango Capitone nel 1519. In quel periodo ha avuto già contatti con Ulrico Zwingli, del quale era entusiasta e con lo stesso tenore ne ha scritto a Martin Lutero il 23 giugno 1520.
Dopo che era stato brevemente cappellano a Basilea, nel 1520 Capitone lo fece chiamare a Magonza come predicatore. La sua predicazione è stata solo di breve durata, poiché aveva già optato per il movimento della riforma e non fatto nessun mistero della sua convinzione. Hedio mentre era a Magonza acquisisce un altro dottorato teologico, ma ben presto fa domanda per l'ufficio di predicatore presso la Cattedrale di Strasburgo, che ha ottenuto nel novembre 1523. Il predicatore all'età di 30 anni ha sottolineato la sua convinzione evangelica dal suo matrimonio con la figlia del Patrizio, Margarete Trenz (1524), che non viene contestato dal Capitolo della Cattedrale.
Fin dall'inizio, a Strasburgo, ha lavorato in comunità con Capitone e Martin Bucer. Ha preso parte al confronto con la chiesa tradizionale e pubblicato il suo "rifiuto" „Ablehnung uf Cunrats Tregers Büchlin“ nell'ottobre 1524. Nella storia della riforma luterana di Strasburgo, egli occupa la posizione in gerarchia dopo i due leader riformisti, Bucer e Capitone. Teologicamente egli era meno in primo piano. Ha partecipato soprattutto alle Disputatio e alle lezioni. Per questo svolse soprattutto la sua opera sul piano dell'organizzazione scolastica rispetto agli altri teologi della Riforma.
Era presente al Colloquio di Marburgo senza distinguersi in particolare. L'Itinerarium scritto da lui è di grande interesse. A Strasburgo, egli ha preso parte alle forti aspirazioni socio-politiche di quegli anni. Scrisse un "Traktat vom Zehnten" (trattato delle decime), tradusse la Scrittura dell'umanista riformatore sociale Vives »De subventione pauperum« prendendosi cura dei poveri nel suo contenuto molto pratico. Come predicatore è stato molto apprezzato e amato dai suoi contemporanei. Alcuni dei suoi sermoni sono stati pubblicati anche in stampe.
Ha lavorato ben oltre i confini di Strasburgo. In Alsazia superiore, nel Margraviato di Baden e nel Palatinato è sempre stato un riformatore con un ruolo consultivo. Egli mandò al suo Langravio, il Conte Palatino Ottheinrich, diversi opinioni e qualche consiglio. Così gli ha raccomandato per esempio l'istituzione di una biblioteca da tenere aperta anche al pubblico. Quando Filippo Melantone è stato invitato in Francia, Hedio da Strasburgo viene scelto per accompagnarlo. Ha assunto incarichi di missione all'estero negli anni successivi in diversi casi. Così egli è andato come rappresentante di Strasburgo per i Colloqui di Ratisbona e Worms, a Ratisbona nel 1541 e poi nel 1551 a Dornstadt. Per la preparazione della Riforma a Colonia, è stato distaccato presso Bonn assieme a Bucer e vi rimase per molto tempo.
Hedio fu fortemente interessato dalla storia. Ha tradotto molti trattati dei padri della Chiesa, pubblicò una storia della antica Chiesa cristiana di Eusebio di Cesarea e Sozomeno e infine redatto una cronaca del mondo, che sono state lette e apprezzate. Egli stesso aveva infatti una certa fama all'inizio della storiografia protestante. Dopo l'Interim di Augusta (1548), rifiutò qualsiasi concessione per preparare i propri parrocchiani alla difesa. Così rinunciò all'ufficio di predicatore presso la cattedrale e si accontentò dell'ufficio modesto di predicatore nella ex chiesa Dominicana. Come l'ultimo superstite della generazione del fondatore della Chiesa di Strasburgo, dopo aver ospitato Bucer ha assunto la direzione del convento della Chiesa riformata, ma ha dovuto assumere una sua posizione di mediazione teologica per evitare contrasti.

## Opere
- Ablehnung uf Cunrats Tregers Büchlin 1524
- Chronika der alten christl. Kirche aus Eusebio, Rufino, Sozomeno …, 1530;
- Abriß (Synopsis) der Gesch. v. 1504–1508, 2 Bände, 1538;
- »Chronicon Abbatis Urspergensis correctum et paralipomena et addita usque ad a. (1230–1537)« Eine auserlesene Chronika v. Anfang der Welt aus dem Lateinischen des Abts v. Ursperg, 1539;
- „Chronica, das ist: Warhafftige Beschreibunge eller alten Christlichen Kirchen von der zeit an, da die Historia Ecclesiastica Tripartita aufhöret: das ist, von der jarzal an, vierhundert nach Christi geburt, biss auff jar 1545.“ di Eusebius Caesariensis in linea dell'Università e Landesbibliothek di Düsseldorf
- übers. einige Traktate v. Augustin, Ambrosius und Chrysostomus u. die Geschichtswerke des Eusebius, Hegesippus u. Sabellicus,
- „Cuspiniani Caesares“ die Geschichte der römischen Kaiser v. Cuspinian, das Leben der Päpste v. Platina und andere
- übertrug frühere Weltchronikenen ins Deutsche, versah sie mit Anm. u. führte sie bis auf seine Zeit fort.
- »Chronicon germanicum« (3 Tle.)